# چین لیک (واشینگتن)
چین لیک (به انگلیسی: Chain Lake) یک منطقهٔ مسکونی در ایالات متحده آمریکا است که در شهرستان اسنوهومیش، واشینگتن واقع شده‌است. چین لیک ۲۷٫۴۶ کیلومتر مربع مساحت و ۳٬۷۴۱ نفر جمعیت دارد.